# Нік Матухін
Нік Матухін (нім. Nick Matuhin; нар. 5 квітня 1990, Москва, РРФСР, СРСР) — німецький борець вільного стилю російського походження, учасник чемпіонатів світу, Європи, Європейських ігор та Олімпійських ігор, срібний призер чемпіонату Європи серед юніорів, бронзовий призер чемпіонату Європи серед кадетів.

## Життєпис
Боротьбою почав займатися з 2001 року.
Виступав за спортивний клуб «Luckenwalde». Тренери — Гейко Роель (з 2001), Свен Тіле (з 2013).

## Спортивні результати на міжнародних змаганнях

### Виступи на Олімпіадах
| Змагання                    | Збірна    | Вагова категорія           | Місце |
| --------------------------- | --------- | -------------------------- | ----- |
| Літні Олімпійські ігри 2012 | Німеччина | вільна боротьба, до 120 кг | 16    |

### Виступи на Чемпіонатах світу
| Змагання                        | Збірна    | Вагова категорія           | Місце |
| ------------------------------- | --------- | -------------------------- | ----- |
| Чемпіонат світу з боротьби 2011 | Німеччина | вільна боротьба, до 120 кг | 19    |
| Чемпіонат світу з боротьби 2014 | Німеччина | вільна боротьба, до 125 кг | 9     |
| Чемпіонат світу з боротьби 2015 | Німеччина | вільна боротьба, до 125 кг | 19    |
| Чемпіонат світу з боротьби 2018 | Німеччина | вільна боротьба, до 125 кг | 21    |
| Чемпіонат світу з боротьби 2019 | Німеччина | вільна боротьба, до 125 кг | 10    |

### Виступи на Чемпіонатах Європи
| Змагання                         | Збірна    | Вагова категорія           | Місце |
| -------------------------------- | --------- | -------------------------- | ----- |
| Чемпіонат Європи з боротьби 2011 | Німеччина | вільна боротьба, до 120 кг | 5     |
| Чемпіонат Європи з боротьби 2012 | Німеччина | вільна боротьба, до 120 кг | 5     |
| Чемпіонат Європи з боротьби 2013 | Німеччина | вільна боротьба, до 120 кг | 5     |
| Чемпіонат Європи з боротьби 2014 | Німеччина | вільна боротьба, до 125 кг | 11    |
| Чемпіонат Європи з боротьби 2016 | Німеччина | вільна боротьба, до 125 кг | 11    |
| Чемпіонат Європи з боротьби 2019 | Німеччина | вільна боротьба, до 125 кг | 8     |
| Чемпіонат Європи з боротьби 2020 | Німеччина | вільна боротьба, до 125 кг | 8     |

### Виступи на Європейських іграх
| Змагання              | Збірна    | Вагова категорія           | Місце |
| --------------------- | --------- | -------------------------- | ----- |
| Європейські ігри 2015 | Німеччина | вільна боротьба, до 125 кг | 12    |
| Європейські ігри 2019 | Німеччина | вільна боротьба, до 125 кг | 11    |

### Виступи на інших змаганнях
| Змагання                                                      | Збірна    | Вагова категорія                | Місце  |
| ------------------------------------------------------------- | --------- | ------------------------------- | ------ |
| Міжнародний меморіал Дейва Шульца 2009                        | Німеччина | вільна боротьба, до 120 кг      | 4      |
| Гран-прі Іспанії з боротьби 2011                              | Німеччина | вільна боротьба, до 120 кг      | Золото |
| Меморіал Іона Корнеану 2011                                   | Німеччина | вільна боротьба, до 120 кг      | Золото |
| Henri Deglane Challenge 2011                                  | Німеччина | вільна боротьба, до 120 кг      | Золото |
| Cerro Pelado International 2012                               | Німеччина | вільна боротьба, до 120 кг      | Срібло |
| Олімпійський кваліфікаційний турнір з боротьби 2012 (Софія)   | Німеччина | вільна боротьба, до 120 кг      | 7      |
| Олімпійський кваліфікаційний турнір з боротьби 2012 (Тайюань) | Німеччина | вільна боротьба, до 120 кг      | Срібло |
| Турнір Олександра Медведя 2014                                | Німеччина | вільна боротьба, до 125 кг      | 15     |
| Гран-прі Німеччини з боротьби 2014                            | Німеччина | вільна боротьба, до 125 кг      | Бронза |
| Кубок Канади з боротьби 2014                                  | Німеччина | вільна боротьба, до 125 кг      | Бронза |
| Турнір міста Сассарі з боротьби 2015                          | Німеччина | вільна боротьба, до 125 кг      | Срібло |
| Меморіал Іона Корнеану 2015                                   | Німеччина | вільна боротьба, до 125 кг      | Золото |
| Меморіал Вацлава Циолковського 2015                           | Німеччина | вільна боротьба, до 125 кг      | Бронза |
| Турнір Олександра Медведя 2016                                | Німеччина | вільна боротьба, до 125 кг      | Бронза |
| Олімпійський кваліфікаційний турнір з боротьби 2016 (Стамбул) | Німеччина | вільна боротьба, до 125 кг      | 15     |
| Турнір Яшара Догу 2018                                        | Німеччина | вільна боротьба, до 125 кг      | 5      |
| Henri Deglane Challenge 2019                                  | Німеччина | вільна боротьба, до 125 кг      | Бронза |
| Меморіал Вацлава Циолковського 2019                           | Німеччина | вільна боротьба, до 125 кг      | 13     |
| Турнір Володимира Семенова 2019                               | Німеччина | вільна боротьба, до 125 кг      | 5      |
| Кубок Алроси 2019                                             | Німеччина | Multiple Style Event, до 125 кг | Бронза |
| Меморіал Маттео Пелліконе 2020                                | Німеччина | вільна боротьба, до 125 кг      | 5      |

### Виступи на змаганнях молодших вікових груп
| Змагання                                       | Збірна    | Вагова категорія           | Місце  |
| ---------------------------------------------- | --------- | -------------------------- | ------ |
| Чемпіонат Європи з боротьби серед кадетів 2006 | Німеччина | вільна боротьба, до 100 кг | 5      |
| Чемпіонат Європи з боротьби серед кадетів 2007 | Німеччина | вільна боротьба, до 100 кг | Срібло |
| Чемпіонат світу з боротьби серед юніорів 2007  | Німеччина | вільна боротьба, до 120 кг | 5      |
| Чемпіонат Європи з боротьби серед юніорів 2008 | Німеччина | вільна боротьба, до 120 кг | 5      |
| Чемпіонат світу з боротьби серед юніорів 2008  | Німеччина | вільна боротьба, до 120 кг | 10     |
| Чемпіонат Європи з боротьби серед юніорів 2009 | Німеччина | вільна боротьба, до 120 кг | Бронза |
| Чемпіонат світу з боротьби серед юніорів 2017  | Німеччина | вільна боротьба, до 96 кг  | 5      |